# Maurice (film)
Maurice is een Britse film uit 1987 van regisseur James Ivory met in de hoofdrollen James Wilby en Hugh Grant.
De film is een bewerking van het gelijknamige boek van E.M. Forster uit 1971 en gaat over een homoseksuele relatie in het Engeland van vlak voor de Eerste Wereldoorlog. Het was de tweede keer dat regisseur James Ivory en producent Ismail Merchant (Merchant Ivory productions) een boek van Forster verfilmden.

## Verhaal
Maurice Hall leert al op zijn veertiende dat hij is voorbestemd om later te huwen met een degelijke vrouw en een gezin te stichten. Hall groeit op in het edwardiaanse Engeland, het tijdperk vlak voor de Eerste Wereldoorlog. Als hij naar Cambridge gaat, worstelt Maurice al met zijn homoseksuele gevoelens en weet hij dat hij nooit zal kunnen voldoen aan het ideaal van een huwelijk en een gezinnetje. Op Cambridge raakt hij bevriend met de homoseksuele Clive Durham en geeft hij eindelijk toe aan zijn gevoelens. Beide jongens krijgen een relatie die echter geheim moet blijven voor de buitenwereld. In die jaren is homoseksualiteit in Engeland niet alleen sociaal niet geaccepteerd, het is verboden en kan zelfs worden bestraft met dwangarbeid. (In Engeland werd homoseksualiteit pas in 1967 uit het wetboek van strafrecht gehaald). Een van de vrienden van Clive en Maurice, Lord Risley, ondervindt hoe gevaarlijk het is om homoseksuele gevoelens te tonen. Als hij ingaat op de avances van een soldaat, blijkt de man een politiespion te zijn. Risley wordt veroordeeld tot zes maanden dwangarbeid. Clive is zo onder de indruk van Risley's arrestatie dat hij de banden met Maurice verbreekt en zelfs een huwelijk aangaat. Zwaar aangedaan verwaarloost Maurice zijn studie en moet Cambridge verlaten. Hij ondergaat therapie bij de psychiater dr. Barry om te horen dat hij niet zo moet zeuren, homoseksualiteit is allemaal onzin. Maurice onderdrukt zijn gevoelens en gaat op de beurs werken. Nog altijd zoekt hij 'genezing' van zijn homoseksuele gevoelens en in zijn wanhoop laat hij zich zelfs hypnotiseren door mr. Lasker-Jones. De laatste stelt vast dat Maurice "ongeneeslijk" is. Als hij gaat logeren bij zijn oude vriend Clive en diens vrouw wordt Maurice geconfronteerd met Alec Scudder, de jonge jachtopziener van Clive. Scudder klimt die avond door het raam van de kamer van Maurice en verleidt hem. De volgende morgen is Maurice in alle staten. Hij is bang dat Scudder hem uitgelokt heeft en hem zal chanteren. Uiteindelijk ontmoeten beide mannen elkaar weer in het British Museum en komen erachter dat ze echt van elkaar houden. Maar hun liefde is gedoemd. Niemand zal hen accepteren. De hypnotiseur van Maurice, Lasker-Jones, raadt het stel aan te vluchten naar een land met meer liberale ideeën over homoseksualiteit. Maurice en Alec vluchten niet, maar beloven elkaar eeuwige trouw. Ze besluiten om voortaan bij elkaar te blijven en zich niets aan te trekken van 'andersdenkenden'.

## Rolverdeling
| Acteur          | Personage        | Opmerkingen |
| --------------- | ---------------- | ----------- |
| James Wilby     | Maurice Hall     | hoofdrol    |
| Hugh Grant      | Clive Durham     | hoofdrol    |
| Rupert Graves   | Alec Scudder     | hoofdrol    |
| Ben Kingsley    | mr. Lasker-Jones | bijrol      |
| Mark Tandy      | Lord Risley      | bijrol      |
| Denholm Elliott | dr. Barry        | bijrol      |

## Achtergrond

### Het boek en de film
De film is gebaseerd op het gelijknamige boek van E.M. Forster. Forster schreef het boek in 1913-1914 maar hield de publicatie tegen. De reden hiervoor was dat Forster vreesde voor repercussies. In Maurice beschreef hij grotendeels zijn eigen studententijd en zijn ontluikende homoseksualiteit. Hiervoor openlijk uitkomen betekende in die jaren sociale zelfmoord en was bovendien strafbaar. Nog in 1895 was schrijver Oscar Wilde tot twee jaar gevangenisstraf veroordeeld vanwege een homoseksuele affaire met Lord Alfred Douglas. Het boek van Forster werd uiteindelijk pas na zijn dood in 1971 gepubliceerd. De film volgt het boek vrijwel op de voet, al zijn er wel verschillen. Zo is vrijwel alle filosofische getinte dialoog uit het boek verdwenen. De liefde die Maurice voelt voor zijn schoolvriend Dickie en die in de roman uitgebreid wordt beschreven, is ook uit de film verdwenen. De bewuste scènes zijn wel opgenomen maar werden in de montage weggelaten. Er zijn ook scènes toegevoegd. Het personage van Lord Risley is in de film meer uitgebreid en zijn arrestatie en veroordeling worden veel meer gekoppeld aan het besluit van Clive om de relatie met Maurice te verbreken.

### Merchant Ivory
De film is de tweede productie van regisseur James Ivory en producent Ismail Merchant met een boek van E.M. Forster als onderwerp. De eerste productie was A Room with a View uit 1985. Merchant Ivory Productions produceert al sinds 1963 films die veelal zijn gebaseerd op Britse literatuur uit het begin van de twintigste eeuw. De meeste films van het duo zijn kostuumdrama's gesitueerd in het Engeland in de tijd tussen 1900-1914.

## Productie
De film werd op historische locaties opgenomen. Zo werd er gefilmd in King's College in Cambridge waar Forster zelf studeerde en later werd aangesteld als fellow. Er was aanvankelijk veel reserve aan de kant van het bestuur van King's College om toestemming te geven voor de opnames. Dit was niet omdat men het niet eens was met inhoud van het boek van Forster, maar meer omdat veel academici het maar een inferieur boek vonden. Voor het huis van Clive, waar Maurice zijn affaire met Scudder heeft, werd gefilmd in Wilbury Park, een huis in Wiltshire.
Aanvankelijk was Julian Sands benaderd voor de rol van Maurice. Merchant en Ivory kenden Sands nog van 'A room With a View'. Sands was echter niet beschikbaar.

## Prijzen
De film ging in première op het filmfestival van Venetië en won daar de volgende prijzen:
- Coppa Volpi voor beste acteur voor Hugh Grant en James Wilby
- Zilveren Leeuw voor beste regisseur voor James Ivory
- Gouden Osella voor de beste muziek voor Richard Robbins